# Handleyomys rhabdops
Handleyomys rhabdops är en däggdjursart som beskrevs av Clinton Hart Merriam 1901. Handleyomys rhabdops ingår i släktet Handleyomys och familjen hamsterartade gnagare. Inga underarter finns listade i Catalogue of Life.
Denna gnagare förekommer i bergstrakter i södra Mexiko och Guatemala. Den lever i regioner mellan 1250 och 3250 meter över havet. Habitatet utgörs av fuktiga städsegröna molnskogar eller delvis lövfällande skogar. Handleyomys rhabdops kan även hittas i områden med buskar eller fält nära skogar. Den är nattaktiv och går främst på marken.